# Stacja turystyczna w Salmopolu
Stacja turystyczna w Salmopolu – nieistniejąca górska stacja turystyczna w Beskidzie Śląskim w Szczyrku-Salmopolu, na wysokości ok. 780 m n.p.m.

## Historia
Stacja rozpoczęła działalność ok. 1927 w budynku szkoły i zarazem ówczesnego kościoła ewangelickiego, z inicjatywy niemieckiego stowarzyszenia Beskidenverein. Mieściła się w drewnianym budynku na kamiennej podmurówce z 1897 r., zwieńczonym charakterystyczną sygnaturką.
Stacja posiadała 2 małe pokoje z 2 łóżkami w każdym oraz salę wieloosobową z materacami dla 16 osób. Obiekt funkcjonował jeszcze w czasie II wojny światowej.
Budynek dawnej stacji istnieje do dzisiaj. Znajduje się przy drodze ze Szczyrku na Przełęcz Salmopolską.